# Ngọc Hồi
Ngọc Hồi là một huyện biên giới thuộc tỉnh Kon Tum, Việt Nam.

## Địa lý

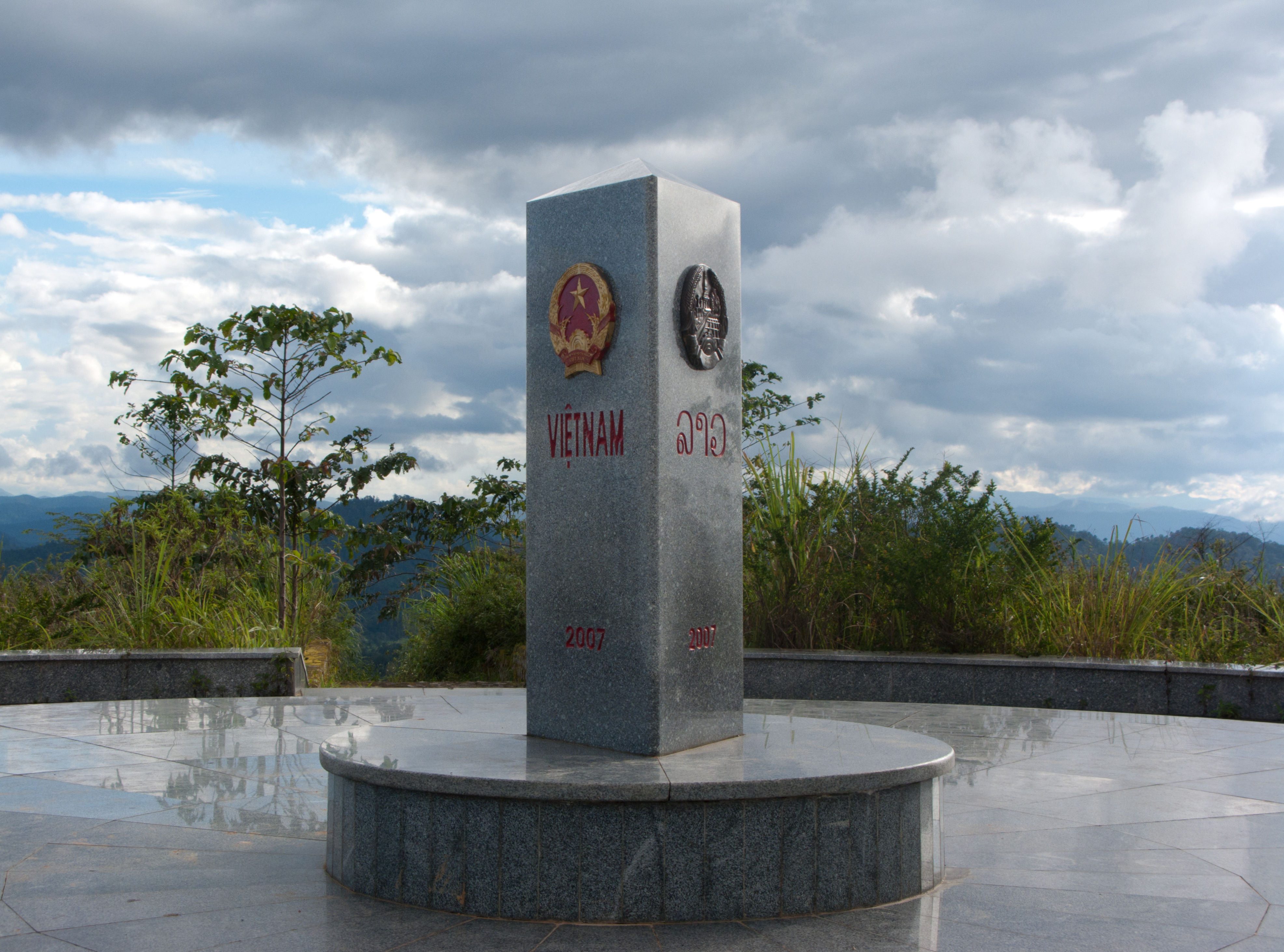
Cột mốc biên giới giữa ba nước Việt Nam – Lào – Campuchia

Huyện Ngọc Hồi nằm ở phía tây bắc tỉnh Kon Tum và nằm ở ngã ba biên giới Việt Nam – Lào – Campuchia, có vị trí địa lý:
- Phía bắc giáp huyện Đăk Glei
- Phía đông bắc giáp huyện Tu Mơ Rông
- Phía đông giáp huyện Đăk Tô
- Phía nam giáp huyện Sa Thầy
- Phía tây giáp huyện Phouvong, tỉnh Attapu, Lào và huyện Ta Veaeng, tỉnh Ratanakiri, Campuchia.

Phía tây vượt qua dãy Trường Sơn là đường biên giới chung với Lào dài 34 km và đường biên giới chung với Campuchia dài 13 km.

### Địa hình
Huyện Ngọc Hồi nằm trong khu vực địa hình núi trung bình và khu vực thấp của tỉnh Kon Tum. Nhìn chung địa hình của huyện cao ở phía Đông – Bắc, Tây – Tây Nam và thoải dần theo hướng Đông Nam. Độ dốc các sườn núi từ 150 đến 250. Địa hình của huyện được chia thành 3 dạng chính:
- Địa hình đồi núi cao: Là những khu vực có độ cao từ 800–1.780 m. Tập trung ở phía Đông thuộc xã Đăk Ang có các đỉnh núi cao như: Ngọk Chiến (1.777 m), Ngọk Xi Nê (1.544 m),... dạng địa hình này có diện tích khoảng 23.880 ha chiếm 28,28% diện tích tự nhiên của huyện với các dãy núi chạy theo hướng Bắc Nam cao ở đỉnh rồi thoải về phía Tây Nam. Độ cao trung bình so với mặt nước biển >900 m. Địa hình chia cắt hiểm trở và có xu hướng thấp dần từ Bắc xuống Nam. Trên dạng địa hình này chủ yếu là diện tích rừng tự nhiên.
- Địa hình đồi núi trung bình: Đây là dạng địa hình chủ yếu của huyện với khoảng 58.045 ha, chiếm 68,73% diện tích tự nhiên, nằm trong khu vực có độ cao từ 600–800 m, bao gồm các dãy đồi núi thấp tiếp giáp giữa vùng núi cao và vùng thấp trũng, phân bố chủ yếu ở khu vực trung tâm huyện, dọc 2 bên các quốc lộ 14, 14C, 40. Độ cao trung bình khoảng 700 m so với mực nước biển, địa hình có dạng lượn sóng chia cắt nhẹ. Việc phát triển sản xuất và đầu tư xây dựng cơ sở hạ tầng, các công trình dân sinh của huyện đều tập trung trên dạng địa hình này với khoảng 30.000 ha đất sản xuất nông nghiệp và 4.090 ha đất phi nông nông nghiệp. Phần còn lại là diện tích rừng tự nhiên nằm tiếp giáp với khu vực đồi núi cao.
- Địa hình đồi núi thấp: Dạng địa hình này phân bổ ở khu vực có độ cao từ 280–400 m, độ cao trung bình khoảng 350m so với mực nước biển, tập trung nhiều ở khu vực hạ lưu suối Đắk Xú giáp với Lào và số ít ở khu vực phía Nam xã Sa Loong giáp huyện Sa Thầy. Dạng địa hình này có diện tích khoảng 2.530 ha, chiếm 3% diện tích tự nhiên của huyện, đây là dạng địa hình được bồi tụ ở hạ lưu sông suối nên khá bằng phẳng, tạo thành các dải đồng bằng hẹp dọc hai bên suối.

### Khí hậu
Huyện có khí hậu nhiệt đới gió mùa, chịu ảnh hưởng của khí hậu vùng cao nguyên. Một năm có 2 mùa: mùa mưa từ tháng 5 đến tháng 10, mùa khô từ tháng 11 đến tháng 4 năm sau. Nhiệt độ trung bình năm khoảng 22,4 °C, nhiệt độ trung bình cao nhất khoảng 30,85 °C, nhiệt độ trung bình thấp nhất 15 °C. Nhiệt độ tháng thấp nhất 7,5 °C vào tháng 1, nhiệt độ tháng cao nhất 34,5 °C vào tháng 4. Độ ẩm trung bình năm 79,5%. Huyện nằm trong tiểu vùng khí hậu nhiệt đới ẩm núi trung bình Tây Ngọc Linh và vùng trũng tỉnh Kon Tum:
- Tiểu vùng khí hậu nhiệt đới ẩm núi trung bình Tây Ngọc Linh: gồm các xã phía Bắc huyện (xã Đắk Ang, Đắk Dục, Đắk Nông một phần xã Đắk Xú và thị trấn Plei Kần). Nhiệt độ trung bình <21 °C, lượng mưa trung bình 2.000-2.200 mm; độ ẩm bình quân 82–84%.
- Tiểu vùng khí hậu nhiệt đới ẩm vùng trũng Kon Tum:Thuộc các xã phía nam huyện (Thị trấn Plei Kần, xã Đắk Xú, Đắk Kan, Bờ Y và xã Sa Loong). Nhiệt độ trung bình 23–24 °C; lượng mưa trung bình 1.800–2.000mm; độ ẩm trung bình 78–82%.

### Khoảng sản
Huyện cấu trúc địa chất phức tạp, khoáng sản ở đây được điều tra nghiên cứu trên nhiều vùng với mức độ khác nhau. Kết quả cho thấy khoáng sản của huyện cũng có một số loại có giá trị kinh tế, như: Serpentitnit (thạch anh), vàng gốc, vàng sa khoáng, các loại khoáng sản khác qui mô vừa và nhỏ.
- Serpentinit: Phát hiện ở xã Bờ Y, quy mô khu vực khoáng sản 2 km², trữ lượng 50.000 m³. Hiện có 1 nhà đầu tư vào khai thác, diện tích 20 ha.
- Vàng: Phát hiện các điểm vàng sa khoáng dọc sông Đăk Pô Kô (từ thị trấn Plei Kần và xã Đăk Ang), vàng gốc ở khu vực các xã: Bờ Y, Đăk Kan, Sa Loong, Đăk Sú. Hiện trữ lượng chưa được xác định.
- Vật liệu xây dựng: Khoáng sản phục vụ ngành sản xuất VLXD chủ yếu như: Đá xây dựng, đá Granít, cát, đá cuội, sỏi, đất sét. Đá Granít có trên 50 ha, trữ lượng khoảng 15–20 triệu m³, tập trung ở các xã: Đăk Nông, Bờ Y, Đăk Sú, cát, đá cuội, sỏi, đất sét trữ lượng khá. Cát, đá cuội, sỏi phân bố dọc sông Đăk Pô Kô, đất sét phân bố ở xã Sa Loong và xã Đăk Kan.

### Tài nguyên nước
- Tài nguyên nước mặt: Nằm trong hệ thống sông Đắk Pô Kô, hệ thống sông suối trên địa bàn huyện khá đa dạng. Nguồn nước mặt dồi dào về mùa mưa. Ngoài ra, trên địa bàn huyện còn có các hồ chứa nước lớn nhỏ cơ bản đáp ứng nhu cầu nước cho sản xuất và sinh hoạt trong mùa khô.
- Tài nguyên nước ngầm: nguồn nước ngầm ở huyện Ngọc Hồi có tiềm năng và Trữ lượng khai thác khoảng 150.268 m³/ngày (nguồn sông Đắk Pô Kô).

### Tài nguyên đất
Được chia thành có 4 nhóm đất chính:
- Nhóm đất phù sa: Chủ yếu đất phù sa ngoài suối, phân bố rải rác ở khu vực xã Đắk Ang dọc sông Đắk Pôkô và ở khu vực ranh giới xã Đắk Kan, xã Bờ Y và thị trấn Plei Kần, toàn bộ diện tích đất này đã được khai thác để trồng lúa nước.
- Nhóm đất vàng: gồm 3 loại chính là đất nâu vàng trên phù sa cổ, đất đỏ vàng trên đất Granite, Đất đỏ vàng trên đá phiến sét.
- Nhóm đất thung lũng: chỉ có một loại đất chính là đất thung lũng có sản phẩm dốc tụ.
- Nhóm đất mùn vàng trên núi: gồm 2 loại đất chính là đất mùn vàng nhạt trên đá sét và biến chất và đất mùn vàng đỏ trên mácma axít.

### Tài nguyên rừng
Toàn huyện có 38.030,62 ha đất lâm nghiệp có rừng, độ che phủ đạt trên 45,5%, trong đó rừng sản xuất 21.446,03 ha, phân bổ nhiều ở khu vực phía Tây Bắc và phía Nam của huyện thuộc các xã Đắk Dục, Đắk Nông, Đắk xú, Đắk Ang và khu vực giáp ranh với vườn Quốc gia Chư Mom Ray thuộc xã Bờ Y, xã Sa Loong. Rừng phòng hộ có 6.804,70 ha tập trung nhiều ở khu vực đồi cao giáp với huyện Đăk Tô, (huyện Tu Mơ Rông thuộc địa bàn xã Đắk Ang với diện tích khoảng 6.673,6 ha và số ít ở khu vực cửa khẩu Bờ Y với diện tích khoảng 131,1 ha. Diện tích rừng đặc dụng có 9.779,86 ha. Rừng của Ngọc Hồi có nhiều loại gỗ quý, động vật rừng phong phú và đa dạng. Diện tích rừng tự nhiên chiếm đa số, tập trung ở các khu rừng phòng hộ, đặc dụng. Đây là nơi chứa nhiều nguồn gen động thực vật quý có giá trị và ý nghĩa rất lớn cho công tác nghiên cứu khoa học.

## Hành chính
Huyện Ngọc Hồi có 8 đơn vị hành chính cấp xã trực thuộc, bao gồm thị trấn Plei Kần (huyện lỵ) và 7 xã: Đăk Ang, Đăk Dục, Đăk Kan, Đăk Nông, Đăk Xú, Pờ Y, Sa Loong.

## Lịch sử
Ngày 15 tháng 10 năm 1991, Hội đồng Bộ trưởng ban hành Quyết định số 316-HĐBT về việc thành lập huyện Ngọc Hồi trên cơ sở 3 xã: Đắk Xú, Pờ Y, Sa Loong của huyện Sa Thầy với 46.000 hécta diện tích tự nhiên, 6.794 nhân khẩu; xã Đắk Ang của huyện Đăk Tô với 13.864 hécta diện tích tự nhiên, 1.785 nhân khẩu và xã Dục Nông của huyện Đăk Glei với 26.890 hécta diện tích tự nhiên, 4.008 nhân khẩu.
Sau khi thành lập, huyện Ngọc Hồi có 86.754 hécta diện tích tự nhiên và 12.587 nhân khẩu; bao gồm 5 xã: Đăk Xú, Pờ Y, Sa Loong, Dục Nông, Đăk Ang.
Ngày 17 tháng 10 năm 1991, Chính phủ ban hành Quyết định số 514-TCCP về việc thành lập thị trấn huyện lỵ Plei Kần trên cơ sở một phần diện tích và dân số của xã Đăk Xú.
Ngày 22 tháng 11 năm 1996, chia xã Dục Nông thành 2 xã: Đắk Dục và Đắk Nông.
Ngày 8 tháng 1 năm 2004, thành lập xã Đắk Kan trên cơ sở 8.790 ha diện tích tự nhiên và 2.293 nhân khẩu của xã Đắk Xú; 250 ha diện tích tự nhiên và 635 nhân khẩu của xã Sa Loong.
Ngày 2 tháng 2 năm 2015, Bộ Xây dựng ban hành Quyết định số 129/QĐ-BXD về việc công nhận thị trấn Plei Kần mở rộng (bao gồm thị trấn Plei Kần và một phần của xã Đắk Xú) đạt tiêu chuẩn đô thị loại IV.
Từ đó, huyện Ngọc Hồi có 1 thị trấn và 7 xã như hiện nay.

## Kinh tế
Kinh tế của huyện chủ yếu là trồng cây lương thực, trồng rừng phòng hộ, trồng cây công nghiệp như: cao su, cà phê, lúa nước, phát triển chăn nuôi gia súc như:bò, lợn, dê,...

## Dân số
Huyện Ngọc Hồi có diện tích 839,36 km², dân số năm 2018 là 57.059 người, mật độ dân số đạt 68 người/km².
Huyện Ngọc Hồi có diện tích 824 km², dân số năm 2019 là 58.913 người, mật độ dân số đạt 72 người/km². Dân tộc tại chỗ chiếm 57% dân số gồm người Jeh, Xê Đăng.
Huyện Ngọc Hồi có diện tích 839,36 km², dân số thường trú năm 2022 là 68.747 người, mật độ dân số đạt 81 người/km².
Huyện Ngọc Hồi có diện tích 839,36 km², dân số thường trú năm 2024 là 66.616 người, mật độ dân số đạt 79 người/km².

## Giao thông
Trên địa bàn huyện có Quốc lộ 40 chạy theo hướng đông tây nối Cửa khẩu quốc tế Bờ Y với thị trấn Plei Kần và với thành phố Kon Tum. Quốc lộ 14 chạy theo hướng bắc nam trên địa bàn huyện.
Trung tâm thị trấn Plei Kần là điểm giao nhau của trục đường thông thương Bắc-Nam và Đông-Tây bao gồm đường Hồ Chí Minh (quốc lộ 14); Quốc lộ 14C và đường xuyên Đông Dương (Quốc lộ 40), thông qua cửa khẩu quốc tế Bờ Y qua Lào, Campuchia, Thái Lan cho đến tận Myanmar.